# 中央統籌分配稅款
中央統籌分配稅款是中華民國政府將全國稅收的部分，統籌分配發還給地方政府，以平衡地區發展的財政補助制度。可以分為「普通統籌分配稅款」與「特別統籌分配稅款」兩種。

## 歷史
統籌分配稅款制度最早是1954年出現於中華民國《財政收支劃分法》之中，原本是用於平衡臺灣省下轄各縣市的收入；1981年才出現中央統籌分配款，以平衡省和直轄市之間的收入。1999年財政收支劃分法修訂之後，統籌分配稅款由地方省稅改為國稅，統一管理者也由臺灣省政府改為中央政府:8。同時，這次修訂也包含兩項重要的改變：在財源上，原本地方最主要的財源營業稅改為國稅，所以改由所得稅、貨物稅等國稅支應；在分配方式上，則訂定出了較為具體的分配辦法，使分配法制化:17。

## 相關法源
統籌分配稅款是依據中華民國的「財政收支劃分法」，但母法中並無「統籌分配稅」的名詞，而是出現在《中央統籌分配稅款分配辦法》以及中央政府總預算書中:8。其中財政收支劃分法第8條、第12條及第16條之1等條款，將統籌分配稅分為兩種：
1. 普通統籌分配款：由中央政府直接按比例撥給各直轄市、縣市、鄉鎮市。
2. 特別統籌分配稅款：佔6%，保留在中央政府，有緊急事項時用於支應[1][4]:17-18。